# GE 헬스케어
GE 헬스케어(GE HealthCare) 또는 GE 헬스케어 테크놀로지스(GE HealthCare Technologies, Inc.)는 일리노이주 시카고에 본사를 둔 미국의 다국적 의료 기술 회사이다. 2023년 1월 4일 제너럴 일렉트릭에서 분사되었으며 GE가 6.7%의 지분을 보유하고 있다. 2017년 기준 의료 영상 절차에 사용되는 영상 기법용 진단 영상 제제 및 방사성 의약품의 제조업체 및 유통업체이다. 자기공명영상 절차에 사용되는 염료를 제공한다. CT 이미지 기계를 포함한 의료 진단 장비를 제조한다. MRI, 엑스레이, 초음파, 캐스 연구소(cath labs), 유방 조영술, 핵의학 카메라, 의료 영상 및 정보 기술, 의료 진단, 환자 모니터링 시스템, 질병 연구, 신약 발견 및 바이오의약품 제조를 위한 건강 기술을 개발한다. 1994년에 설립되어 100개국 이상에서 사업을 운영하고 있다.
2021년 11월 9일, GE는 3개의 투자 등급 공개 기업으로 분할할 것이라고 발표했으며, GE 헬스케어는 계획된 3개의 매각 계획 중 하나이다. GE 헬스케어는 2023년 1월 4일 분할을 완료하여 나스닥 주식 시장에 상장되었다.